# Moratinos
Moratinos is een gemeente in de Spaanse provincie Palencia in de regio Castilië en León met een oppervlakte van 29,40 km². Moratinos telt 61 inwoners (1 januari 2016).
Het dorpje ligt op de pelgrimsweg Camino Frances.

## Demografische ontwikkeling
Bron: INE, 1877-2011: volkstellingen
Opm.: Tussen 1857 en 1877 behoorde Moratinos tot de gemeente Terradillos de los Templarios